# ألبرت غيزر
ألبيرتوس (ألبرت) ستيفانوس غيزر (10 فبراير عام 1918 - 13 يونيو عام 1985) هو رجل دين وباحث وعالم لاهوت جنوب إفريقي مناهض للأبارتيد. تعرض غيزر للنبذ من قبل الأقلية الأفريقانية البيضاء بسبب معارضته اللاهوتية لنظام الأبارتايد ومنظمة برودربوند وهي جمعية سرية كالفينية خاصة بالذكور عملت على توجيه السياسة في جنوب إفريقيا إبان حقبة الأبارتيد. نال غيزر شهادتي الماجستير والدكتوراه بدرجة امتياز متخصصًا في دراسة اللغتين اليونانية واللاتينية. عُين محاضرًا في سن 27 عامًا وأصبح بعدها أستاذًا في الكلية المتخصصة بدراسة لاهوت الكنيسة المصلحة الهولندية في جامعة بريتوريا. ساهم غيزر في إعداد النسخة المفسرة الأولى من الكتاب المقدس باللغة الأفريقانية (1953-1958) ويعود إليه الفضل في تأسيس المعهد المسيحي. كذلك كان أول رجل دين جنوب إفريقي يُنتخب عضوًا في جمعية دراسة العهد الجديد.

## الخلفية العائلية والنشأة
ولد ألبرت غيزر في إحدى المزارع الواقعة بالقرب من بلدة نابومسبرويت الواقعة ضمن مقاطعة ترانسفال (تعرف الآن باسم بلدة موكغوفونغ وتتبع لمقاطعة ليمبوبو) في يوم 10 فبراير عام 1918. كانت أمه تدعى ماريا يوهانا ألبرتينا «نينا» لامبريخت ووالده يدعى بيتروس غيزر. أنجب بيتروس وماريا طفلين آخرين غير ألبرت وأحدهما هو شقيقه هندريك يوهانس غيزر. هاجر الأب المؤسس لعائلة غيزر إلى جنوب إفريقيا في عام 1725. وكان كل من جد ألبرت وجده الأكبر من الأعضاء المؤسسين للكنيسة المصلحة الهولندية (إن إتش كي).
التحق ألبرت بالمدرسة الابتدائية الموجودة في بلدة إرميلو واجتاز بعد ذلك امتحان القبول الخاص بمدرسة إرميلو الثانوية ملتحقًا بها في عام 1935. قُبل ألبرت وشقيقه هندريك في جامعة بريتوريا. اعتزم كلاهما أن يصبحا قساوسةً في الإن إتش كي. تخرج ألبرت بشهادة بكالوريوس آداب في اللغتين اليونانية واللاتينية بتقدير امتياز في عام 1938 وتبع ذلك نيله شهادة البكالوريوس في علم اللاهوت في عام 1940. أملت اللوائح الطائفية حينذاك على الأشخاص الراغبين بأن يصبحوا قساوسة بألا يقل الحد الأدنى لأعمارهم عن 23 عامًا. ولذلك عمل غيزر في كيب تاون حتى بلغ العمر الذي أهله دخول السلك الكهنوتي في عام 1941. تلقى غيزر بعدها دعوة لخدمة المصلين في هايلبرون وبارس الواقعتين ضمن مقاطعة الولاية الحرة وهناك عُين رسميًا برتبة قسيس وخدم خلال الفترة الممتدة من عام 1941 حتى عام 1943.
تزوج غيزر من سيليا فان دير فيستايسن في مدينة روستنبرغ خلال مطلع أربعينيات القرن العشرين. وأنجب الاثنان ثلاثة صبية وفتاتين.
واصل غيزر دراساته في جامعة بريتوريا إذ نال شهادة ماجستير آداب في اللغتين اليونانية واللاتينية في عام 1943. وخدم بعدها قسيسًا للمصلين المنتسبين للكنيسة المصلحة الهولندية في المنطقة الشمالية الغربية من مدينة بريتوريا خلال الفترة الممتدة من عام 1944 حتى عام 1945. كذلك أكمل غيزر دروسًا إضافية في اللغتين الآرامية والسريانية خلال عام 1945 وهو ما أضاف إلى ذخائر معارفه في كل من الأفريقانية والعبرية واليونانية واللاتينية والفرنسية والألمانية والهولندية والإنكليزية مما جعله قادرًا على قراءة عشر لغات.
حاز غيزر على شهادة دكتوراه في علم اللاهوت بدرجة امتياز من جامعة بريتوريا في عام 1946. ناقش غيزر في أطروحة الدكتوراه موضوع نسب يسوع المسيح. كان غيزر أول من يحصل على شهادة دكتوراه من قسم علم اللاهوت في الجامعة.

## رفضه اللاهوتي لنظام الأبارتايد
واصل غيزر دعمه للسياسات العرقية التي أقرتها الحكومة الجنوب إفريقية والتي أيدها أبناء طائفته خلال السنوات الأولى التي قضاها في جامعة بريتوريا (أي خلال الفترة الممتدة من عام 1946 حتى عام 1952). وتجلى ذلك بوضوح بعدما أصبح قسيسًا. كتب بيتر دي فيلرز معقبًا على تطور فكر غيزر: «لا يعد دعم غيزر لنظام الأبارتايد [خلال ذلك الوقت] أمرًا مفاجئًا نظرًا لأن نمط الحياة العنصري مثّل جزءًا لا يتجزء من الحياة الاجتماعية في جنوب إفريقيا وكان مقبولًا كأمرٍ بديهي». انطلقت السياسة التبشيرية الخاصة بالكنيسة الإصلاحية من الموقف القائل بأن العضوية في الطائفة كانت مقتصرة على البيض دون غيرهم. ولذلك اعتبروا بأنه ينبغي على العمل التبشيري أن يسعى إلى إقامة كنائس منفصلة خاصة بكل مجموعة سكانية (وهو ما أطلقوا عليه اسم «وطن») وأن الإن إتش كي ستمثل كنيسةً شعبيةً يقع على عاتقها تأمين موطن كنسي حصري للأقلية الأفريقانية البيضاء بالتوازي مع امتثال الكنيسة لـ«القيم المسيحية الوطنية المحافظة» على حد وصف لجنة الجمعية الكنسية العامة التابعة للإن إتش كي في شهر يونيو من عام 1967.
ليس هناك معلومات عن الانتماء السياسي الشخصي لغيزر خلال هذه الفترة. غير أن غريمه بونت الذي عاداه طوال حياته اتهمه بالتحالف مع الحزب المتحد. كان الحزب المتحد الذي تزعمه المشير السابق يان سموتس مؤيدًا للتنسيق مع بريطانيا على الصعيد الخارجي في حين ساند الحزب تطبيق سياسة فصل عنصري غير رسمية ولكنه عارض الفصل الجغرافي وأصبح يؤيد منح حقوق مواطنة موحدة لجميع الجنوب إفريقيين بحلول ستينيات القرن العشرين. في المقابل وصل الحزب الوطني إلى سدة الحكم في عام 1948 على أساس رفضه للتعاون مع بريطانيا وطرحه لفكرة تطبيق نظام الأبارتايد بصورةٍ رسمية. يرى جاي بّي أوبرولزر بأن غيزر كان عضوًا في منظمتي اتحاد جنوب إفريقيا وحركة جنوب إفريقيا الأولى بحلول عام 1956. لم يضف أوبرولزر أي شرح إضافي في ما يخص هذا الموضوع. لعب بونت نفسه دورًا في تشكيل الحزب الوطني المحدث في عام 1969 وترشح في انتخابات مجلس المدينة بمنطقة فاتركلوف في بريتوريا عن الحزب في عام 1970 ولكن ترشحه هذا مُني بالفشل.
تشير الأفعال التي بادر غيزر إلى اتخاذها فضلًا عن كتاباته في فترة ما بعد عام 1952 إلى وجود عاملين حصلا في أوروبا عقب الحرب العالمية الثانية. ربما لعب هذان العاملان دورًا في تخلي غيزر عن فكره الوطني القائم على أسسٍ عنصرية، وذلك بالإضافة إلى التزامه بمبدأ المسكونية طيلة حياته. وضِعت الكنائس في ألمانيا بموقفٍ حتم عليها النظر في مسألة مساندتها للوطنية الإثنية وما تبع ذلك من ممارسات الإبادة الجماعية التي استهدفت اليهود. أعلِن عن تأسيس مجلس الكنائس العالمية (دبليو سي سي) في العاصمة الهولندية أمستردام في عام 1948 وجاء ذلك تجاوبًا مع الحاجة الأكثر إلحاحًا التي دعت إلى العمل بمبدأ المسكونية. تزايد تأثر غيزر بأنصار المسكونية من التقدميين الذين برزوا في هولندا وغيرها من الدول خلال الفترة التي مكث فيها في أوروبا.
أصبح غيزر بعد عودته من أوروبا أشد انتقادًا لاستغلال اللاهوت كأساسٍ مبرر لنظام الأبارتايد. حذر غيزر في رسالةٍ وجهها إلى صحيفة دي فادرلاند تعود إلى شهر يوليو من عام 1957 من مغبة «عدم إعادة نظر الكنيسة بجديةٍ في سماحها لإعادة إرساء الحواجز التي هدمها المسيح»، وجاء ذلك في معرض ردة فعل غيزر على مقترحٍ حكومي كان من شأنه فعليًا منع ذوي البشرة السوداء من التردد على الكنائس في المناطق التي يقطنها البيض. أعيد نشر عدة مقتطفات من رسالة غيزر في صحيفة ذا ستار بتاريخ 24 يوليو عام 1957. كان بن ماريه وهو زميل غيزر في جامعة بريتوريا قد أطلق تصريحات مشابهة في محاضرة بيتر آينسلي التذكارية التي عقدت في جامعة رودس في يوم 10 سبتمبر عام 1957.